# Дорофеево (Владимирская область)
Дорофеево — деревня в Судогодском районе Владимирской области России, входит в состав Лавровского сельского поселения.

## География
Деревня расположена в 7 км на северо-восток от центра поселения деревни Лаврово и в 11 км на север от райцентра города Судогда.

## История
По спискам населённых мест Владимирской губернии 1859 года в Дорофееве числилось 54 двора. По данным 1905 года в деревне имелось 96 дворов. 
В конце XIX — начале XX века деревня входила в состав Даниловской волости Судогодского уезда.
С 1929 года деревня являлась центром Дорофеевского сельсовета Судогодского района, позднее — с составе Судогодского сельсовета.

## Население
| 1859 | 1897 | 1905 | 1926 |
| ---- | ---- | ---- | ---- |
| 420  | 511  | 554  | 580  |

| 1859 | 1897 | 1905 | 1926 | 2002 | 2010 | 2021 |
| ---- | ---- | ---- | ---- | ---- | ---- | ---- |
| 420  | ↗511 | ↗554 | ↗580 | ↘50  | ↘38  | ↗47  |